# Nowiny (województwo dolnośląskie)
Nowiny – wieś w Polsce położona w województwie dolnośląskim, w powiecie wrocławskim, w gminie Kobierzyce.

## Podział administracyjny
W latach 1975–1998 miejscowość położona była w województwie wrocławskim.

## Demografia
Według Narodowego Spisu Powszechnego (III 2011 r.) liczyły 77 mieszkańców. Są najmniejszą miejscowością gminy Kobierzyce.